# Wichmannsdorf (Kröpelin)
Wichmannsdorf  ist ein Ortsteil der Stadt Kröpelin im Landkreis Rostock (Mecklenburg-Vorpommern).

## Geografie
Wichmannsdorf liegt nordwestlich von Kröpelin, am Südhang der Kühlung auf einer Höhe von 92 m ü. NHN.

## Geschichte
Erstmals erwähnt wird Wichmannsdorf (als Wichmannesdorp) 1219 in der von Heinrich Borwin I. ausgestellten Urkunde über die Gründung des Klosters Sonnenkamp. In Urkunden ab 1552 wird das Dorf als Wychemerstorp bezeichnet. Anfang des 17. Jahrhunderts verpfändet Hardenack von Bibow das Gut zunächst und verkauft es schließlich am 8. Januar 1611 für 14.000 Gulden an Christoph von Bassewitz. In der Folgezeit kam es immer wieder zu Verpfändungen und Besitzerwechseln.

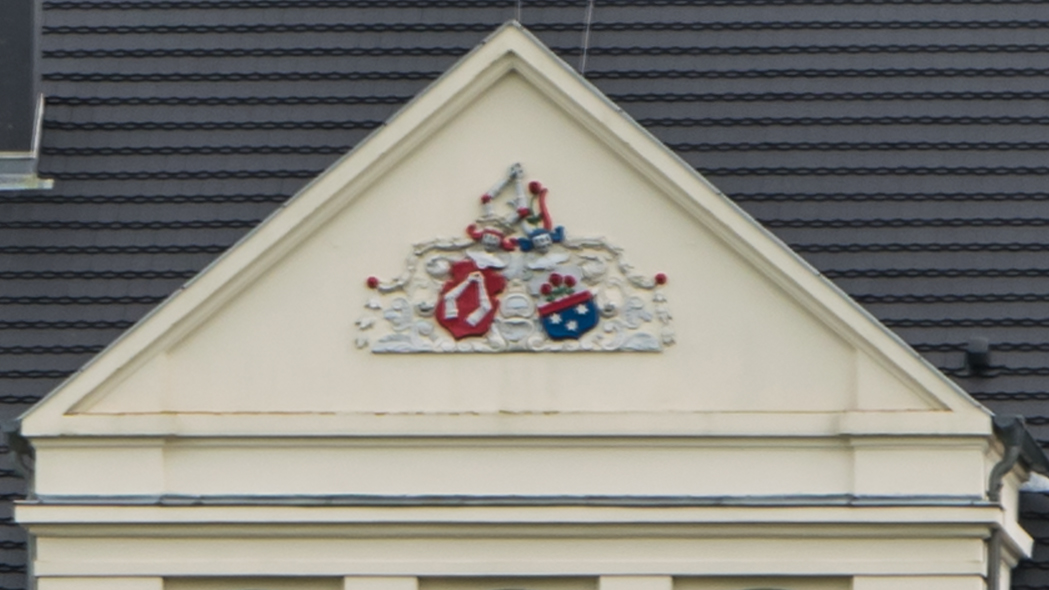
Wappen der Familien von Oertzen und Schröder

Am 11. Januar 1904 kaufte Helmuth von Oertzen-Roggow das Rittergut für 780.000 Mark vom Freiherrn von Biel. Das Gut umfasste 1908 eine Gesamtfläche von 477 ha, von denen 382 ha mit Gärten und Äckern bewirtschaftet wurden. Nach dem Tod des Helmuth von Oertzen wurde von 1909 bis 1911 das neue Herrenhaus als Witwensitz für seine Frau Sophie von Oertzen gebaut. Architekt war der Laageer Baumeister Paul Korff. Sophie war die zweite Tochter von Johann Rudolph Schröder. Das Allianzwappen der Familien von Oertzen und Schröder befindet sich am Giebel des Mittelrisalites des Herrenhauses.
Im September 1917 bekam Wichmannsdorf eine Schule und 1927 wurden die Landgemeinden Wichmannsdorf und Hohen Niendorf vereinigt. Hohen Niendorf war 1901 das Geschenk von Sophie von Oertzen an ihre Tochter Eleonore von Oertzen zur Hochzeit mit Graf Hans Wichard von Wilamowitz-Möllendorf. Sophie von Oertzens starb 1930 und der Besitz an Wichmannsdorf ging auf Eleonore über, die das Gut ab 1931 an ihren zweiten Sohn Hans von Wilamowitz-Möllendorff verpachtete. Von 1943 bis 1944 waren französische Kriegsgefangene im Wichmannsdorfer Backhaus untergebracht und auf den Feldern eingesetzt. Von März bis Mai 1945 wurde das Herrenhaus im Rahmen der Kinderlandverschickung für Schüler der Scharfenbergschule aus Berlin genutzt. Erste Soldaten der Roten Armee erreichten Wichmannsdorf am 3. Mai 1945. Das Dorf wurde für etwa acht Wochen besetzt, bevor die Soldaten nach Wustrow abzogen. Im September 1945 begann die Bodenreform, in deren Zuge 45 Siedler je etwa 10 ha Land erhielten.
1952 wurde die LPG „Friedlicher Aufbau“ gegründet. Der Schulunterricht im Herrenhaus wurde 1964 eingestellt. Ab 1977 übernahm der VEB Rohrleitungsbau Ludwigsfelde das Herrenhaus und begann ab 1982 mit dem Umbau. In der Folgezeit wurde das Gebäude als Kulturraum, Großküche, Konsum, Ambulanz sowie Ferien- und Schulungsheim genutzt. Die Wichmannsdorfer LPG wurde nach der Wende im Jahr 1990 aufgelöst. Das Herrenhaus ging 1992 nach der Insolvenz des Ludwigsfelder Kombinats zurück an die Gemeinde. Durch nachfolgende Rechtsstreitigkeiten liefen aber erhebliche Schulden auf.	
Nachdem der Verkauf des ehemaligen Herrenhauses mehrfach gescheitert war, erwarb 2002 ein Dortmunder Investor das Gebäude mit dem Gutspark und führte umfangreiche Sanierungsarbeiten durch. Zurzeit stehen mehrere Wohnungen sowie ein Eventbereich zur Vermietung.

## Sehenswürdigkeiten
siehe auch Liste der Baudenkmale in Kröpelin#Wichmannsdorf